# Marcus (Iowa)
Marcus ist eine Kleinstadt (mit dem Status „City“) im Cherokee County im US-amerikanischen Bundesstaat Iowa. Das U.S. Census Bureau hat bei der Volkszählung 2020 eine Einwohnerzahl von 1.079 ermittelt.

## Geografie
Marcus liegt im Nordwesten Iowas, rund 80 km nordöstlich des Schnittpunktes der drei Bundesstaaten Iowa, Nebraska und South Dakota. Die Grenze zu Minnesota verläuft rund 80 km nördlich von Marcus.
Die geografischen Koordinaten von Marcus sind 42°49′33″ nördlicher Breite und 95°48′27″ westlicher Länge. Die Stadt erstreckt sich über eine Fläche von 3,99 km². Das Stadtgebiet von Marcus verteilt sich über die Marcus und die Amherst Township.
Nachbarorte von Marcus sind Paullina (26,8 km nordöstlich), Larrabee (26,6 km ostnordöstlich), Cleghorn (9,2 km ostsüdöstlich), Meriden (16,7 km in der gleichen Richtung), Remsen (16 km westlich) und Granville (23 km nordnordwestlich).
Die nächstgelegenen größeren Städte sind die Twin Cities in Minnesota (Minneapolis und Saint Paul) (380 km nordöstlich), Rochester in Minnesota (380 km ostnordöstlich), Cedar Rapids (409 km ostsüdöstlich), Iowas Hauptstadt Des Moines (297 km südöstlich), Kansas City in Missouri (486 km südsüdöstlich), Nebraskas größte Stadt Omaha (209 km südlich), Sioux City (76,2 km südwestlich) und South Dakotas größte Stadt Sioux Falls (155 km nordwestlich).

## Verkehr
Am südlichen Stadtrand kreuzen die Iowa State Highways 3 und 143. Alle weiteren Straßen sind untergeordnete Landstraßen, teils unbefestigte Fahrwege sowie innerörtliche Verbindungsstraßen.
Von West nach Ost führt eine Eisenbahnlinie für den Frachtverkehr der Canadian National Railway (CN) durch das Stadtgebiet von Marcus.
Die nächsten Flughäfen sind der Des Moines International Airport (306 km südöstlich), das Eppley Airfield in Omaha (199 km südlich), der Sioux Gateway Airport in Sioux City (89,5 km südwestlich) und der Sioux Falls Regional Airport (164 km nordwestlich).

## Bevölkerung
Nach der Volkszählung im Jahr 2010 lebten in Marcus 1117 Menschen in 494 Haushalten. Die Bevölkerungsdichte betrug 279,9 Einwohner pro Quadratkilometer. In den 494 Haushalten lebten statistisch je 2,2 Personen.
Ethnisch betrachtet setzte sich die Bevölkerung zusammen aus 98,0 Prozent Weißen, 1,3 Prozent amerikanischen Ureinwohnern sowie 0,1 Prozent (eine Person) Asiaten; 0,6 Prozent stammten von zwei oder mehr Ethnien ab. Unabhängig von der ethnischen Zugehörigkeit waren 0,7 Prozent der Bevölkerung spanischer oder lateinamerikanischer Abstammung.
22,3 Prozent der Bevölkerung waren unter 18 Jahre alt, 51,1 Prozent waren zwischen 18 und 64 und 26,6 Prozent waren 65 Jahre oder älter. 52,7 Prozent der Bevölkerung waren weiblich.
Das mittlere jährliche Einkommen eines Haushalts lag bei 56.058 USD. Das Pro-Kopf-Einkommen betrug 29.321 USD. 5,0 Prozent der Einwohner lebten unterhalb der Armutsgrenze.

## Bekannte Bewohner
- Robert E. Smylie (1914–2004) – 24. Gouverneur von Idaho (1955–1967) – geboren und aufgewachsen in Marcus